# 1999년 일본 프로 야구 올스타전
1999년 일본 프로 야구 올스타전은 1999년 7월 24일과 7월 25일, 7월 27일에 열린 일본 프로 야구의 올스타전 경기이다. 정식 명칭은 1999 산요 올스타 게임(1999 サンヨー オールスターゲーム, 1999 SANYO ALL STAR GAME).

## 개요
전년도 일본 시리즈 정상에 오른 요코하마 베이스타스의 곤도 히로시 감독이 센트럴 리그 올스타팀을 이끌었고 2년 연속 퍼시픽 리그 우승을 이끈 세이부 라이온스의 히가시오 오사무 감독이 퍼시픽 리그 올스타팀을 지휘했다. 양대 리그제 출범 50주년을 기념해서 올림픽이 열리는 해가 아닌데도 3차전이 개최됐다.
1차전에서는 그해 일본 프로 야구의 화제를 휩쓴 두 명의 거물급 신인 투수인 우에하라 고지(요미우리)와 마쓰자카 다이스케(세이부)의 투수 맞대결로 올스타전의 막을 열었다. 두 사람 모두 안타를 맞는 등의 부진을 보였지만 우에하라는 3이닝 동안 피안타 3개와 탈삼진 3개의 호투로 승리 투수가 됐다. 2차전에서는 전년도 요코하마의 일본 시리즈 우승을 이끈 주역인 로버트 로즈가 올스타전 신기록이 되는 한 경기에서 무려 6타점을 올리는 등의 활약으로 센트럴 올스타팀의 승리로 이끌었다. 한편 퍼시픽 올스타팀은 선발 등판한 구로키 도모히로(지바 롯데)가 올스타전에 있어서의 최악의 기록이 되는 한 경기 7실점을 내주는 부진을 보였다. 기념 경기가 된 3차전에서는 오카야마현 구라시키시에 위치한 구라시키 머스캣 스타디움에서 개최됐는데 1차전과 2차전에서의 굴욕을 되갚아 주고 싶었던 퍼시픽 올스타팀은 이치로(오릭스)의 8경기 연속 안타를 날린 성과만 빛났을 뿐 그 외에 눈에 띄는 활약도 없이 2대 1로 석패를 당했다. 이로써 퍼시픽 올스타팀은 1963년 이래 3연패를 당했다.
4인제였던 심판원이 이 해부터는 다시 6인제로 변경됐다. 한신 타이거스의 홈 경기용 모자·헬멧은 당시 세로 줄무늬가 들어간 디자인(이듬해부터 원정 경기용과 같은 검은색 단색의 디자인으로 변경)이었는데 센트럴 올스타팀의 홈 경기로 치른 2차전과 3차전에서 한신의 신조 쓰요시는 홈 경기용 유니폼에 원정 경기용과 같은 검은색 단색의 모자·헬멧을 착용했고 팀 동료인 와다 유타카도 헬멧만 검은색 단색으로 착용하고 경기에 출전했다.

## 출장 선수
| 센트럴 리그 | 센트럴 리그       | 센트럴 리그 | 센트럴 리그 |
| ----------- | ----------------- | ----------- | ----------- |
| 감독        | 곤도 히로시       | 요코하마    |             |
| 코치        | 호시노 센이치     | 주니치      |             |
| 코치        | 나가시마 시게오   | 요미우리    |             |
| 투수        | 우에하라 고지     | 요미우리    | 첫 출장     |
| 투수        | 사이토 다카시     | 요코하마    | 3           |
| 투수        | 가와무라 다케오   | 요코하마    | 2           |
| 투수        | 사사키 가즈히로   | 요코하마    | 7           |
| 투수        | 시마다 나오야     | 요코하마    | 첫 출장     |
| 투수        | 다케다 가즈히로   | 주니치      | 5           |
| 투수        | 오치아이 에이지   | 주니치      | 첫 출장     |
| 투수        | 노구치 시게키     | 주니치      | 2           |
| 투수        | 마키하라 히로미   | 요미우리    | 6           |
| 투수        | 이시이 가즈히사   | 야쿠르트    | 첫 출장     |
| 투수        | 다카쓰 신고       | 야쿠르트    | 3           |
| 투수        | 사사오카 신지     | 히로시마    | 4           |
| 투수        | 야부 게이이치     | 한신        | 5           |
| 포수        | 후루타 아쓰야     | 야쿠르트    | 10          |
| 포수        | 다니시게 모토노부 | 요코하마    | 4           |
| 포수        | 야노 아키히로     | 한신        | 첫 출장     |
| 1루수       | 기요하라 가즈히로 | 요미우리    | 14          |
| 2루수       | 와다 유타카       | 한신        | 8           |
| 3루수       | 모토키 다이스케   | 요미우리    | 2           |
| 유격수      | 니오카 도모히로   | 요미우리    | 첫 출장     |
| 내야수      | 이시이 다쿠로     | 요코하마    | 4           |
| 내야수      | R. 로즈           | 요코하마    | 3           |
| 내야수      | 후쿠도메 고스케   | 주니치      | 첫 출장     |
| 내야수      | 에토 아키라       | 히로시마    | 6           |
| 내야수      | R. 페타지니▲      | 야쿠르트    | 첫 출장     |
| 외야수      | 신조 쓰요시       | 한신        | 3           |
| 외야수      | 마쓰이 히데키     | 요미우리    | 6           |
| 외야수      | 다카하시 요시노부 | 요미우리    | 2           |
| 외야수      | 스즈키 다카노리   | 요코하마    | 3           |
| 외야수      | 세키카와 고이치   | 주니치      | 2           |
| 외야수      | 오가타 고이치     | 히로시마    | 첫 출장     |

| 퍼시픽 리그 | 퍼시픽 리그         | 퍼시픽 리그 | 퍼시픽 리그 |
| ----------- | ------------------- | ----------- | ----------- |
| 감독        | 히가시오 오사무     | 세이부      |             |
| 코치        | 우에다 도시하루     | 닛폰햄      |             |
| 코치        | 오기 아키라         | 오릭스      |             |
| 투수        | 마쓰자카 다이스케   | 세이부      | 첫 출장     |
| 투수        | 니시구치 후미야     | 세이부      | 3           |
| 투수        | 이시이 다카시       | 세이부      | 2           |
| 투수        | 이와모토 쓰토무     | 닛폰햄      | 2           |
| 투수        | 가네다 마사히코     | 오릭스      | 첫 출장     |
| 투수        | 가와고에 히데타카   | 오릭스      | 첫 출장     |
| 투수        | 시노하라 다카유키   | 다이에      | 첫 출장     |
| 투수        | 구도 기미야스       | 다이에      | 7           |
| 투수        | R. 페드라자         | 다이에      | 첫 출장     |
| 투수        | 고이케 히데오       | 긴테쓰      | 첫 출장     |
| 투수        | 고미야마 사토루     | 지바 롯데   | 6           |
| 투수        | 구로키 도모히로     | 지바 롯데   | 2           |
| 투수        | B. 워런             | 지바 롯데   | 첫 출장     |
| 포수        | 조지마 겐지         | 다이에      | 3           |
| 포수        | 나카지마 사토시     | 세이부      | 6           |
| 포수        | 마토야마 데쓰야     | 긴테쓰      | 첫 출장     |
| 1루수       | 다카기 다이세이     | 세이부      | 3           |
| 2루수       | 다카기 히로유키     | 세이부      | 첫 출장     |
| 3루수       | 가타오카 아쓰시     | 닛폰햄      | 4           |
| 유격수      | 마쓰이 가즈오       | 세이부      | 3           |
| 내야수      | 오가사와라 미치히로 | 닛폰햄      | 첫 출장     |
| 내야수      | 다나카 유키오       | 닛폰햄      | 9           |
| 내야수      | 마쓰나카 노부히코   | 다이에      | 첫 출장     |
| 내야수      | 나카무라 노리히로   | 긴테쓰      | 3           |
| 내야수      | 고사카 마코토       | 지바 롯데   | 2           |
| 외야수      | 이치로              | 오릭스      | 6           |
| 외야수      | 아키야마 고지       | 다이에      | 15          |
| 외야수      | T. 로즈             | 긴테쓰      | 3           |
| 외야수      | 오토모 스스무       | 세이부      | 첫 출장     |
| 지명타자    | 요시나가 고이치로   | 다이에      | 6           |

- 굵은 글씨는 팬 투표로 선출된 선수, ▲는 출장 사퇴 선수 발생에 의한 보충 선수.

## 올스타전 경기 결과

### 1차전

#### 스코어
| 팀 | 1 | 2 | 3 | 4 | 5 | 6 | 7 | 8 | 9 | R | H  | E |
| 센트럴 | 0 | 0 | 2 | 0 | 0 | 2 | 4 | 0 | 0 | 8 | 9  | 0 |
| 퍼시픽 | 1 | 0 | 0 | 0 | 0 | 1 | 0 | 1 | 1 | 4 | 11 | 3 |
| 승리 투수: 우에하라 고지(요미우리) 패전 투수: 마쓰자카 다이스케(세이부) 홈런: 센트럴 – 마쓰이 히데키(요미우리·6회 2점) 퍼시픽 – 이치로(오릭스·1회 1점), 오토모 스스무(세이부·6회 1점), 터피 로즈(긴테쓰·8회 1점) |   |   |   |   |   |   |   |   |   |   |    |   |

#### 출장 선수
| 센트럴 | 센트럴 | 센트럴            |
| 타순   | 수비   | 선수              |
| ------ | ------ | ----------------- |
| 1      | (유)   | 이시이 다쿠로     |
| 2      | (지)   | 스즈키 다카노리   |
| 3      | (우)   | 다카하시 요시노부 |
| 4      | (중)   | 마쓰이 히데키     |
| 5      | (二)   | R. 로즈           |
| 6      | (一)   | R. 페타지니       |
| 7      | (좌)   | 세키카와 고이치   |
| 8      | (포)   | 후루타 아쓰야     |
| 9      | (三)   | 니오카 도모히로   |
|        | (투)   | 우에하라 고지     |

| 퍼시픽 | 퍼시픽 | 퍼시픽            |
| 타순   | 수비   | 선수              |
| ------ | ------ | ----------------- |
| 1      | (유)   | 마쓰이 가즈오     |
| 2      | (二)   | 고사카 마코토     |
| 3      | (중)   | 이치로            |
| 4      | (우)   | T. 로즈           |
| 5      | (지)   | 요시나가 고이치로 |
| 6      | (좌)   | 마쓰나카 노부히코 |
| 7      | (三)   | 가타오카 아쓰시   |
| 8      | (一)   | 다카기 다이세이   |
| 9      | (포)   | 나카지마 사토시   |
|        | (투)   | 마쓰자카 다이스케 |

#### 수상 선수
MVP
- 마쓰이 히데키(요미우리)

### 2차전

#### 스코어
| 팀 | 1 | 2 | 3 | 4 | 5 | 6 | 7 | 8 | 9 | R | H  | E |
| 퍼시픽 | 0 | 1 | 1 | 0 | 0 | 0 | 0 | 3 | 0 | 5 | 10 | 0 |
| 센트럴 | 2 | 5 | 0 | 0 | 1 | 1 | 0 | 0 | X | 9 | 13 | 1 |
| 승리 투수: 야부 게이이치(한신) 패전 투수: 구로키 도모히로(지바 롯데) 홈런: 센트럴 – 로버트 로즈(요코하마·5회 1점) |   |   |   |   |   |   |   |   |   |   |    |   |

#### 출장 선수
| 퍼시픽 | 퍼시픽 | 퍼시픽              |
| 타순   | 수비   | 선수                |
| ------ | ------ | ------------------- |
| 1      | (유)   | 마쓰이 가즈오       |
| 2      | (一)   | 오가사와라 미치히로 |
| 3      | (우)   | 이치로              |
| 4      | (좌)   | T. 로즈             |
| 5      | (三)   | 나카무라 노리히로   |
| 6      | (지)   | 마쓰나카 노부히코   |
| 7      | (포)   | 조지마 겐지         |
| 8      | (중)   | 오토모 스스무       |
| 9      | (二)   | 고사카 마코토       |
|        | (투)   | 구로키 도모히로     |

| 센트럴 | 센트럴 | 센트럴            |
| 타순   | 수비   | 선수              |
| ------ | ------ | ----------------- |
| 1      | (좌)   | 신조 쓰요시       |
| 2      | (지)   | 세키카와 고이치   |
| 3      | (우)   | 다카하시 요시노부 |
| 4      | (중)   | 마쓰이 히데키     |
| 5      | (二)   | R. 로즈           |
| 6      | (一)   | R. 페타지니       |
| 7      | (유)   | 후쿠도메 고스케   |
| 8      | (三)   | 와다 유타카       |
| 9      | (포)   | 야노 아키히로     |
|        | (투)   | 야부 게이이치     |

#### 수상 선수
MVP
- 로버트 로즈(요코하마)

### 3차전

#### 스코어
| 팀 | 1 | 2 | 3 | 4 | 5 | 6 | 7 | 8 | 9 | R | H | E |
| 퍼시픽 | 0 | 0 | 0 | 0 | 0 | 0 | 1 | 0 | 0 | 1 | 8 | 1 |
| 센트럴 | 0 | 0 | 1 | 0 | 0 | 1 | 0 | 0 | X | 2 | 8 | 0 |
| 승리 투수: 이시이 가즈히사(야쿠르트) 패전 투수: 고미야마 사토루(지바 롯데) 세이브: 다카쓰 신고(야쿠르트) 홈런: 센트럴 – 신조 쓰요시(한신·6회 1점) |   |   |   |   |   |   |   |   |   |   |   |   |

#### 출장 선수
| 퍼시픽 | 퍼시픽 | 퍼시픽            |
| 타순   | 수비   | 선수              |
| ------ | ------ | ----------------- |
| 1      | (유)   | 마쓰이 가즈오     |
| 2      | (二)   | 고사카 마코토     |
| 3      | (중)   | 이치로            |
| 4      | (좌)   | T. 로즈           |
| 5      | (三)   | 나카무라 노리히로 |
| 6      | (지)   | 조지마 겐지       |
| 7      | (一)   | 다나카 유키오     |
| 8      | (우)   | 아키야마 고지     |
| 9      | (포)   | 마토야마 데쓰야   |
|        | (투)   | 이시이 다카시     |

| 센트럴 | 센트럴 | 센트럴            |
| 타순   | 수비   | 선수              |
| ------ | ------ | ----------------- |
| 1      | (三)   | 신조 쓰요시       |
| 2      | (二)   | 이시이 다쿠로     |
| 3      | (좌)   | 스즈키 다카노리   |
| 4      | (지)   | R. 로즈           |
| 5      | (一)   | R. 페타지니       |
| 6      | (중)   | 오가타 고이치     |
| 7      | (우)   | 세키카와 고이치   |
| 8      | (포)   | 다니시게 모토노부 |
| 9      | (유)   | 후쿠도메 고스케   |
|        | (투)   | 노구치 시게키     |

#### 수상 선수
MVP
- 신조 쓰요시(한신)

## 같이 보기
- 일본 프로 야구 올스타전
- 일본 야구 기구(주최)
- 산요 전기(특별 협찬)